# Nokia N92
Nokia N92 — четырёхдиапазонный смартфон фирмы Nokia.
Первый телефон из N-серии Nokia с поддержкой цифрового телевидения. Этот 3G DVB-H (Digital Video Broadcasting — Handhelds) (TV-телефон). В телефоне 2 камеры, главная из которых 2-мегапиксельная, 2,8-дюймовый 320 х 240 QVGA-дисплей с 16 млн цветов. Так же, как и у N80, у него имеются USB 2.0, Bluetooth и WiFi, а вот внутренней памяти побольше — 90 МБ, плюс возможность её расширения с помощью miniSD-карт.
По состоянию на начало 2006 ожидаемая стоимость — 730 долларов США, сроки появления в продаже — лето 2006 года.

## Похожие модели
- Nokia N71
- Motorola MPx